# Favonigobius aliciae
Favonigobius aliciae är en fiskart som först beskrevs av Herre, 1936.  Favonigobius aliciae ingår i släktet Favonigobius och familjen smörbultsfiskar. Inga underarter finns listade i Catalogue of Life.